# 鲁斯塔姆·奥鲁杰夫
鲁斯塔姆·奥鲁杰夫（1991年10月4日—）生于俄罗斯伊尔库茨克州乌斯季伊利姆斯克，是一名阿塞拜疆男子柔道运动员。奥鲁杰夫在七岁时开始练习柔道，之后他参加了多项青少年赛事。16岁（一说14岁）时，他离开了俄罗斯，移居至阿塞拜疆巴库。最初他主攻66公斤级项目，在转攻73公斤级项目后，他开始在国际赛场上取得一些成功。